# Gesellschaft für Deutschlandforschung
Die Gesellschaft für Deutschlandforschung wurde am 19. April 1978 in Berlin gegründet. Sie schuf für die Deutschlandforschung ein Forum, auf dem sich ihre Mitglieder und andere interessierte Persönlichkeiten zu regelmäßigen Tagungen treffen sowie Publikationen herausgeben und so die wissenschaftliche Zusammenarbeit fördern. Die Gründung ging auf die Initiative von Wissenschaftlern unterschiedlicher Forschungsdisziplinen zurück.
Vorsitzender ist Tilman Mayer, Ehrenvorsitzender Karl Eckart.
Auf ihrer Versammlung am 12. Oktober 2017 haben die Mitglieder der Gesellschaft für Deutschlandforschung e. V. beschlossen, ihre Arbeit nach dem 1. Januar 2018 als „Forum Deutschlandforschung“ innerhalb der Deutschen Gesellschaft e. V. weiterzuführen.